# Jean-Paul Kraft
Pour les articles homonymes, voir Kraft.
Jean-Paul Kraft, né le 28 octobre 1942 à Paris, est un footballeur français évoluant au poste de gardien de but.

## Biographie
En 1967, Jean-Paul Kraft arrive dans le club de l'AS Nancy, qui vient juste d'être fondé, et il devient le 1er gardien de but de l'histoire du club.
En 1971, il rejoint l'Olympique de Marseille où il termine sa carrière quatre ans plus tard.

## Palmarès
| - Olympique de Marseille - Championnat de France de D1 - Vainqueur : 1972 (aucun match joué) - Coupe de France - Vainqueur : 1972 (finale non jouée) - Challenge des champions - Vainqueur : 1971 |